# St. Antonius (Amern)

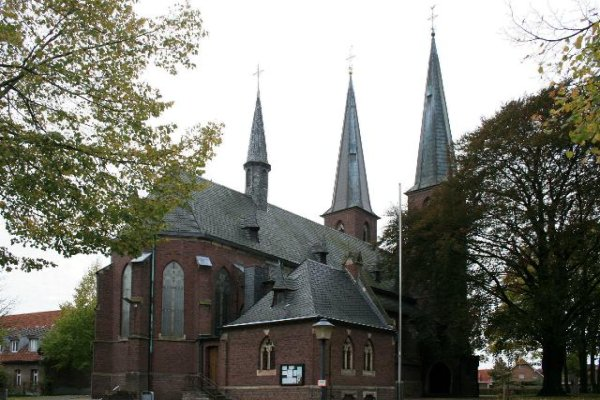
St. Antonius

Die ehemalige katholische Pfarrkirche St. Antonius ist ein denkmalgeschütztes, heute profaniertes Kirchengebäude in Amern, einem Ortsteil von Schwalmtal im Kreis Viersen (Nordrhein-Westfalen).

## Geschichte und Architektur
Die dreischiffige Pseudobasilika wurde 1491 mit einem Chor aus einem Joch und 5/8-Schluss errichtet. Das Kreuzrippengewölbe ruht auf Rundpfeilern. Nach Plänen von Lambert von Fisenne wurde die Kirche 1897 um zwei den gotischen Jochen angepasste Westjoche erweitert. An die Seitenschiffe wurden Rechteckchöre angebaut und eine Sakristei wurde angefügt. Das Außenmauerwerk in Backstein mit Gliederungen in Maßwerk in Sandstein wurde weitgehend überarbeitet. 
Am 9. Juli 2017 wurde die Kirche profaniert; sie wird zu einer Grabeskirche mit bis zu 1.700 Urnenplätzen umgebaut.

## Ausstattung
- Ein Glasgemäldezyklus aus der Zeit um 1900
- Das geschnitzte Hochaltarretabel entstand in der Zeit um 1900
- Das Taufbecken aus Blaustein mit einem Messingdeckel wurde am Anfang des 18. Jahrhunderts geschaffen
- Eine Holzskulptur des Hl. Antonius Eremit vom Anfang des 16. Jahrhunderts mit neugotischer Fassung
- Ein Hl. Pankratius von etwa 1530 ebenfalls mit neugotischer Fassung[1]
- 1959 stiftete der Unternehmer Bernhard Rösler die Glocke III (Bernhard-Glocke, von Hans Hüesker gegossen, nach Bernhard von Clairvaux benannt)